# بافل كرالوفيتس
بافل كرالوفيتش (بالتشيكية: Pavel Královec)‏ (مواليد 16 أغسطس 1977) هو حكم كرة قدم تشيكي. اعتمده الفيفا كحكم دولي منذ عام 2005.
اختير ليكون ضمن قائمة الحكام لمباريات كأس العالم للناشئين تحت 17 سنة 2011 في المكسيك.
كان حكم مباراة كأس السوبر المصري 2016 بين نادي الأهلي المصري و نادي الزمالك المصري في 10 فبراير 2017

## وصلات خارجية
- بافل كرالوفيتس على موقع Soccerway.com (الإنجليزية)
- بافل كرالوفيتس على موقع أوليمبيديا (الإنجليزية)